# Psectrosciara luzonensis
Psectrosciara luzonensis är en tvåvingeart som beskrevs av Edwards 1929. Psectrosciara luzonensis ingår i släktet Psectrosciara och familjen dyngmyggor.
Artens utbredningsområde är Filippinerna. Inga underarter finns listade i Catalogue of Life.